# Lars Helmrich
Lars Mikael Helmrich, född den 11 oktober 1968 i Hubbo församling i Västmanlands län, är en svensk officer i flygvapnet.

## Biografi
Helmrich avlade officersexamen 1992 och blev samma år fänrik vid Hälsinge flygflottilj. Därefter tjänstgjorde han vid Skaraborgs flygflottilj som pilot med bland annat Saab 37 Viggen och Saab 39 Gripen och befordrades till kapten 1998. Han var divisionschef vid Skaraborgs flygflottilj 2004–2007 och flygchef där 2008–2009. Efter att han lämnade rollen som flygchef övergick han till Försvarsmaktens högkvarter, där han kom att arbeta med planering och förmågeutveckling av Försvarsmakten, flygvapnet och Saab 39 Gripen. År 2014 befordrades han till överste och var 2014–2016 huvudprojektledare för utvecklingen av Saab 39 Gripen vid Försvarets materielverk. Sedan den 1 mars 2016 är han chef för Skaraborgs flygflottilj.
Lars Helmrich invaldes 2011 som ledamot av Kungliga Krigsvetenskapsakademien.